# Пакування валюти

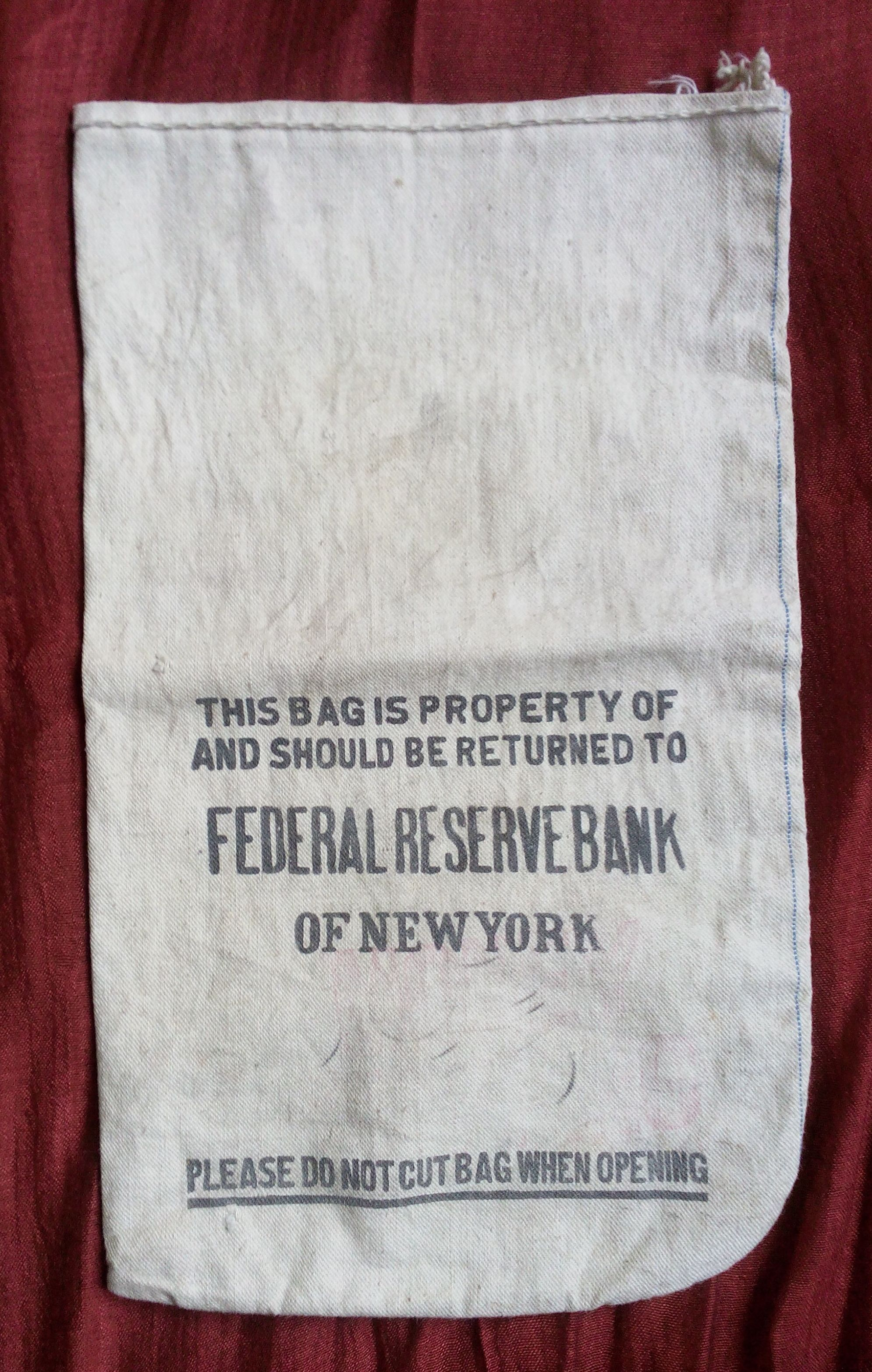
Тканинна сумка для грошей

Упаковка валюти включає кілька форм упаковки готівки для полегшення роботи з нею та підрахунку. У багатьох системах використовується стандартне кольорове кодування або маркування для позначення суми в пачці.

## Валютні стрічки
Валютні стрічки або стрічки для банкнот — це тип кріплення, що використовується для фіксації певної кількості купюр. Зазвичай валютні стрічки мають прикріплені кінці, завдяки чому банкноти «скручуються» і просовуються в стрічку, тоді як валютні ремені мають клей на кінцях, щоб закріпити їх навколо банкнот після обгортання. Стрічки можуть наноситися вручну або автоматично за допомогою лічильної машини .

## Вакуумна упаковка валюти
Сформовані пачки пакуються разом у групи по 10 (1000 банкнот) і вакуумуються. На пломбу пластикового пакета наноситься кліше з реквізитами банку та відділення. Вакуумне пакування — найнадійніший та найефективніший спосіб зберігання валюти, яка захищена від псування, наприклад, від вологи та бруду. Вакуумовані банкноти також займають менше місця в контейнерах, що використовуються для транспортування. Вакуумне пакування грошових одиниць здійснюється за допомогою вакуумного пакувача .

## Пластикові захисні конверти
Пластикові конверти та «депозитні пакети» використовуються для зберігання паперової валюти, акцій, облігацій тощо     Зазвичай вони захищені від несанкціонованого доступу та мають етикетки на лицьовій стороні, щоб можна було робити помітки. На більшість поліетиленових пакетів нанесено чутливий до тиску клей і покрито знімною прокладкою.  Вкладиш знімається, і пакет запечатується. Для підвищення безпеки використовуються різні форми технології захисту від втручання. Багато пакетів мають функцію незворотного зображення, що передбачає вибіркове перенесення клею під час відкриття.

## Інші контейнери
Тканинні мішки (див. Мішок для грошей ) — це міцні тканинні (ткані та неткані) мішки, які використовуються для зберігання монет, рулонів монет або пачок банкнот. Мішки можна зав’язати, запечатати кабельною стяжкою або закріпити спеціальною захисною пломбою за допомогою технології захисту від несправностей .
Обгортки для монет — це паперові або пластикові трубки, які використовуються для зберігання певної кількості монет.
Лотки для валюти — це лотки, які використовуються для обробки валюти, часто сортуючи її за номіналом.

## Дивись також
- Інтелектуальна система нейтралізації банкнот
- Інкасація